# Danneggiato
Il danneggiato nell'ambito del diritto è definito distintamente dalla persona offesa dal reato perché è quella persona che ha subito il danno derivato dal reato ma al contempo non è titolare dell'interesse giuridico tutelato dalla norma riguardante quel reato.
Per esempio nel caso di falso in atto pubblico la persona offesa è la Pubblica amministrazione mentre il danneggiato è colui che ha subito il danno causato dal falso.
Naturalmente nella maggior parte dei casi la persona offesa coincide con il danneggiato ma questa distinzione ha delle ripercussioni perché al danneggiato è garantito il diritto di costituirsi parte civile ma non può presentare querela né ha diritto di esser avvisato dell'archiviazione del caso.